# 2012 CAN U-20女子選手権
2012 CAN U-20女子選手権は、2011年10月29日から2012年5月20日にかけて開催された、第6回目のCAN U-20女子選手権である。

## 概要
上位2チームは日本で開催される2012 FIFA U-20女子ワールドカップの出場権を手にする。ガーナとナイジェリアが出場権を獲得した。
本戦のすべての試合はホーム・アンド・アウェー方式で開催された。

## 予備予選
予備予選は2011年10月29日から11月20日にかけて開催された。
| チーム #1 | 合計   | チーム #2    | 第1戦 | 第2戦 |
| --------- | ------ | ------------ | ----- | ----- |
| ギニア1   | 不戦勝 | シエラレオネ | N/A   | N/A   |
| ボツワナ  | 不戦勝 | コモロ1      | 6–1   | N/A   |
| ケニア    | 4–2    | レソト       | 2–0   | 2–2   |

- 1 - ギニアは1戦目の前に[2]、コモロは2戦目の前に出場を辞退したため、シエラレオネとボツワナは不戦勝となり1次予選に自動的に進出。

## 1次予選
1次予選は2012年2月17日から3月4日にかけて開催された。
| チーム #1     | 合計   | チーム #2        | 第1戦 | 第2戦 |
| ------------- | ------ | ---------------- | ----- | ----- |
| シエラレオネ2 | 不戦勝 | ナイジェリア     | N/A   | N/A   |
| ジンバブエ    | 7–0    | モザンビーク     | 4–0   | 3–0   |
| マリ          | 6–1    | 赤道ギニア       | 4–0   | 2–1   |
| カメルーン    | 2–3    | コンゴ民主共和国 | 1–2   | 1–1   |
| ザンビア      | 2–5    | ケニア           | 2–1   | 0–4   |
| モロッコ      | 1–5    | チュニジア       | 0–5   | 1–0   |
| ボツワナ      | 2–7    | 南アフリカ共和国 | 1–4   | 1–3   |
| ガーナ        | 10–0   | ナミビア         | 7–0   | 3–0   |

- 2 - シエラレオネは1戦目の前に出場を辞退した[3]ため、ナイジェリアは2次予選に自動的に進出。

## 2次予選
2次予選は2012年3月30日から4月15日にかけて開催される。
| チーム #1        | 合計 | チーム #2        | 第1戦 | 第2戦 |
| ---------------- | ---- | ---------------- | ----- | ----- |
| ナイジェリア     | 6–0  | ジンバブエ       | 3–0   | 3–0   |
| マリ             | 3–6  | コンゴ民主共和国 | 1–3   | 2–3   |
| ケニア           | 2–4  | チュニジア       | 1–2   | 1–2   |
| 南アフリカ共和国 | 0–5  | ガーナ           | 0–2   | 0–3   |

## 3次予選
3次予選は2012年5月4-6日に1戦目が、5月18-20日に2戦目が開催される。それぞれの試合の勝者がU-20ワールドカップ出場権を得る。
| チーム #1    | 合計 | チーム #2        | 第1戦 | 第2戦 |
| ------------ | ---- | ---------------- | ----- | ----- |
| ナイジェリア | 7–0  | コンゴ民主共和国 | 4–0   | 3–0   |
| チュニジア   | 2–7  | ガーナ           | 1–3   | 1–4   |